# Altopiano Descartes
L'altopiano Descartes è un altopiano lunare scelto nel 1972 come obiettivo della missione Apollo 16.
L'altopiano si trova nell'area che circonda l'omonimo cratere da cui prende il nome. Morfologicamente si possono distinguere due zone dell'altopiano: la piana Cayley e la formazione Descartes; quest'ultima è costituita dai detriti dei grandi eventi di impatto, in particolare di quello che ha formato il Mare Nectaris.

## I risultati della missione Apollo 16
La scelta di indirizzare la missione Apollo 16 verso l'altopiano fu dettata dalla necessità di raccogliere campioni di suolo lunare che fossero geologicamente differenti da quelli prelevati nelle precedenti missioni che avevano sempre raccolto esemplari dal suolo dei maria lunari. Inizialmente la scelta del luogo era tra l'altopiano Descartes e il cratere Alphonsus, si preferì infine il primo perché, oltre a presentare depositi di materiale più antico del Mare Imbrium, offriva, grazie ai crateri North Ray e South Ray di più recente formazione, la possibilità di studiare gli strati inferiori dell'altipiano in quanto scavati dagli impatti che avevano formato i due crateri.
L'analisi dei campioni prelevati ribaltò le ipotesi fino ad allora accreditate secondo cui il materiale presente negli altipiani fosse di origine vulcanica frutto di una lava più viscosa di quella che aveva formato i maria; si rivelò invece che è breccia stratificatasi per ricaduta del materiale eiettato negli eventi di impatto che hanno formato i crateri.
I crateri della zona presentavano un fondo vitreo simile a quello che sarebbe stato poi osservato nella valle Taurus-Littrow obiettivo della missione Apollo 17.
Venne inoltre posizionata al suolo una telecamera, la Far Ultraviolet Camera/Spectrograph, per ottenere immagini nell'ultravioletto del cielo osservato dalla Luna.